# Delta Circini
Delta Circini (δ Cir / HD 135240 / HR 5664) è un sistema stellare nella costellazione del Compasso di magnitudine apparente +5,07. Dista 3700 anni luce dal sistema solare, ed è formato da 2 calde e massicce stelle di classe O molto vicine tra loro, e una terza componente, più distante, di classe B.

## Sistema stellare
Le componenti sono troppo vicine per essere separate visualmente, mentre ciò è possibile per via spettroscopica. La coppia di stelle orbitanti molto vicine l'una dall'altra sono rispettivamente di tipo spettrale O7III-V, O9.5-V, dunque con un'alta temperatura superficiale e con masse di 21,6 e 12,4 masse solari. La stella è anche classificata come variabile ellissoidale rotante; osservazioni fotometriche con Hipparcos hanno rilevato una variabilità di 0,154 magnitudini, dovuta in parte alla forma distorta delle due stelle attratte dai rispettivi campi gravitazionali, ma anche perché le stelle si eclissano l'un l'altra. La variazione di luminosità avviene in un arco di tempo che coincide con il periodo orbitale delle due stelle, che è di 3,9 giorni.
La terza componente, più separata dalla coppia di stelle di classe O e sulla quale esistono più incertezze, pare possa essere di tipo spettrale B0.5 V, dunque sarebbe una stella bianco-azzurra di sequenza principale, appena meno calda delle 2 compagne della coppia principale.